# Louis Van Houtte
Pour les articles homonymes, voir Van Houtte.
Louis Benoît Van Houtte, né le 29 juin 1810 à Ypres et mort le 9 mai 1876 à Gand, est un horticulteur et botaniste belge du XIXe siècle , éditeur de la revue de botanique Flore des serres et des jardins de l'Europe (1845-1883) en collaboration de Charles Lemaire et de Michael Scheidweiler, en vingt-trois volumes avec plus de deux mille planches de couleur.

## Biographie
Au début de sa carrière, Louis Van Houtte travaille à Bruxelles au ministère des finances et occupe ses loisirs à la botanique, à visiter le jardin botanique et des domaines privés. Il était en bons termes avec des hommes fortunés, tels que Parmentier et le chevalier Parthon de Von, et tissait des liens amicaux avec des horticulteurs de la région.
Il fonde avec Morren le mensuel L'Horticulteur belge (1833-1838), en novembre 1832. Il y eut au total 119 planches colorés à la main de gravures ou de lithographies et 78 gravures de vues. Cette période de la naissance de la jeune Belgique se caractérisait par le développement des pépinières qui entamaient ainsi le monopole des pépinières anglaises.
Il fonde aussi une entreprise de vente de graines et d'outillage de jardin, tout en continuant à se passionner pour la botanique, à une époque où les plantes tropicales rencontrent un engouement qui déferle en Europe et constituent un riche objet d'études. Il est marqué par la mort de sa femme au bout de peu d'années de mariage et décide de partir pour le Brésil afin de collecter des orchidées pour le compte du chevalier Parthon de Von et le roi des Belges, et rapporter des graines pour les vendre au jardin botanique. Il part donc le 5 janvier 1834 pour Rio de Janeiro, mais doit s'arrêter à cause du mauvais temps à Maio au Cap-Vert, et n'arrive qu'en mai 1834.
Il grimpe le Corcovado à Rio et effectue une expédition botanique à Jurujuba. Il s'offre les services d'un assistant, tellement son matériel était important, lorsqu'il visite les monts Organ. Son expédition suivante se fait à Minas Gerais qu'il explore pendant sept mois, avec des changements constants d'environnement de Villa Rica à Ouro Preto. Il visite le Mato Grosso, le Goiás, la région de Sao Paulo et Parana. Il fait la rencontre du collecteur anglais, John Tweedie, à la Bande orientale, avec lequel il fait plusieurs voyages. Il repart pour l'Europe en 1836.

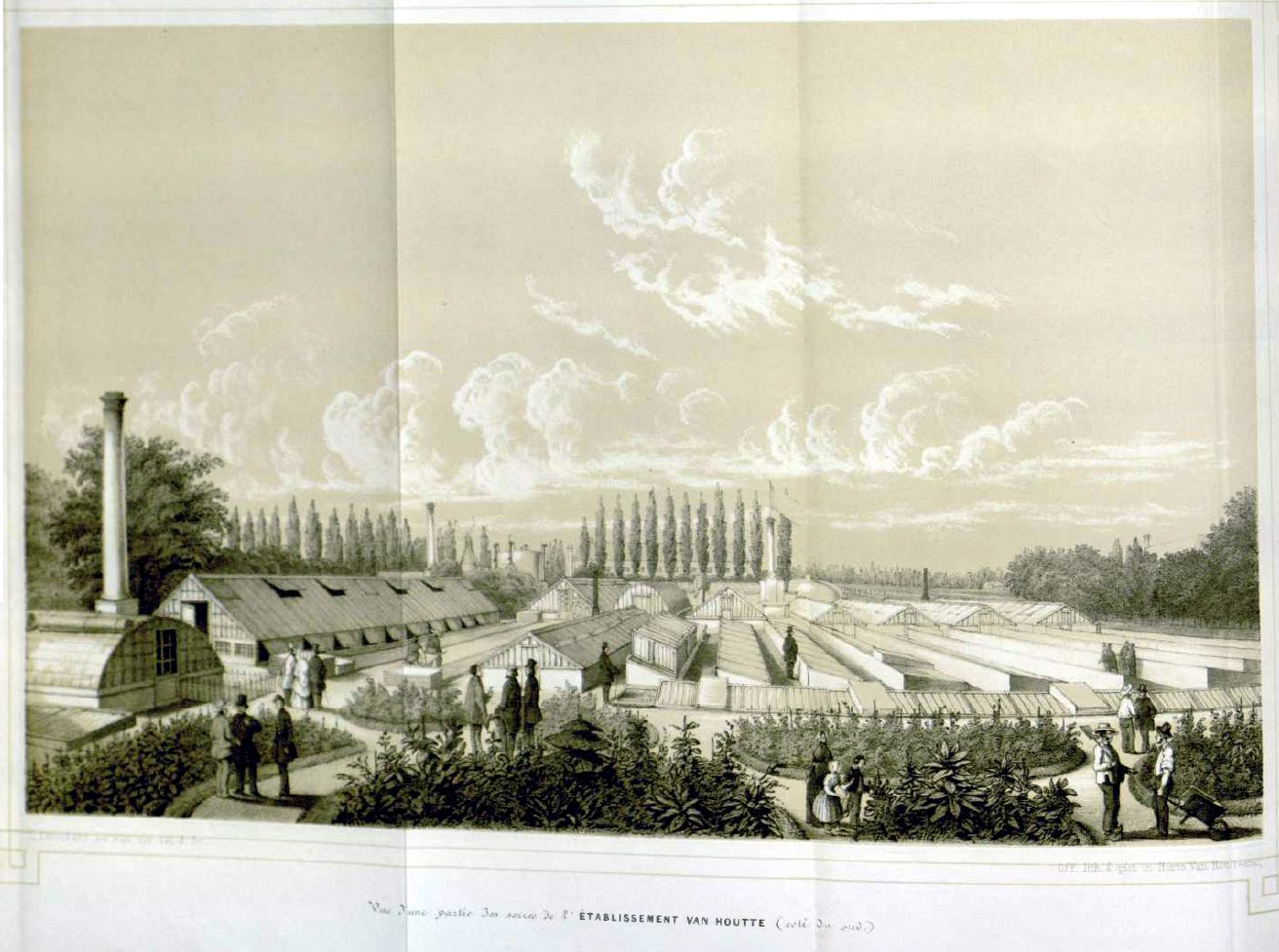
Vue de l'entreprise van Houtte vers 1851

Il fonde alors à Gand une école d'horticulture (où il emploie notamment Benedikt Roezl, ou François Crépin à partir de 1861), puis publie Flore des serres et des jardins de l'Europe qui paraît de 1845 à 1883. Il ouvre aussi une pépinière à Gentbrugge, près de Gand, avec son associé Adolf Papeleu. Les connaissances botaniques de Van Houtte, sa maîtrise des langues étrangères et son sens des affaires le mènent au succès commercial et au poste de maire de Gentbrugge.
L'Europe est en proie à une véritable folie des orchidées et Van Houtte envoie dès 1845 des collecteurs rapporter des orchidées et d'autres plantes exotiques des Amériques. Il produit également des semences pour les serres européennes et cultive ainsi le premier spécimen de Victoria amazonica sur le continent, avec l'aide d'Eduard Ortgies. L'entreprise de van Houtte atteint le sommet de son succès dans les années 1870, couvrant une surface de quatorze hectares avec cinquante serres. Son fils lui succède après sa mort.
Il a défini le genre Rogiera de la famille des Rubiaceae, baptisé en l'honneur de son ami Charles Rogier, avec lequel il avait combattu pour l'indépendance de la Belgique en 1830. Il a introduit au commerce nombre de cultivars de roses dont celles de son ami Parmentier, comme 'Tricolore de Flandre' en 1846.
Il était membre de la Société royale de botanique de Belgique et de la Société royale d'agriculture et de botanique de Gand.

## Illustrations
Extraites de Flore des serres et des jardins de l'Europe.

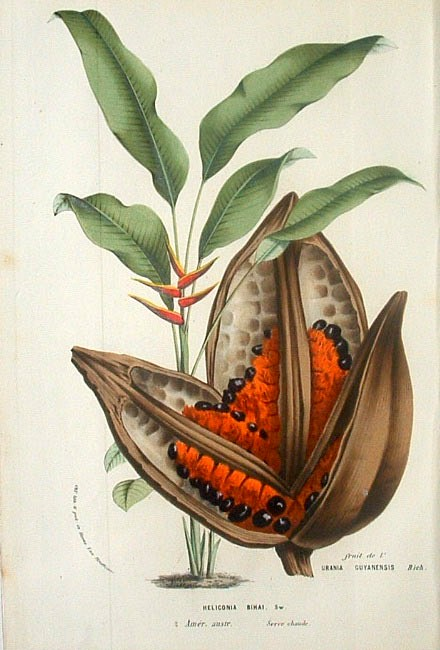
Heliconia bihai et Urania guyanensis
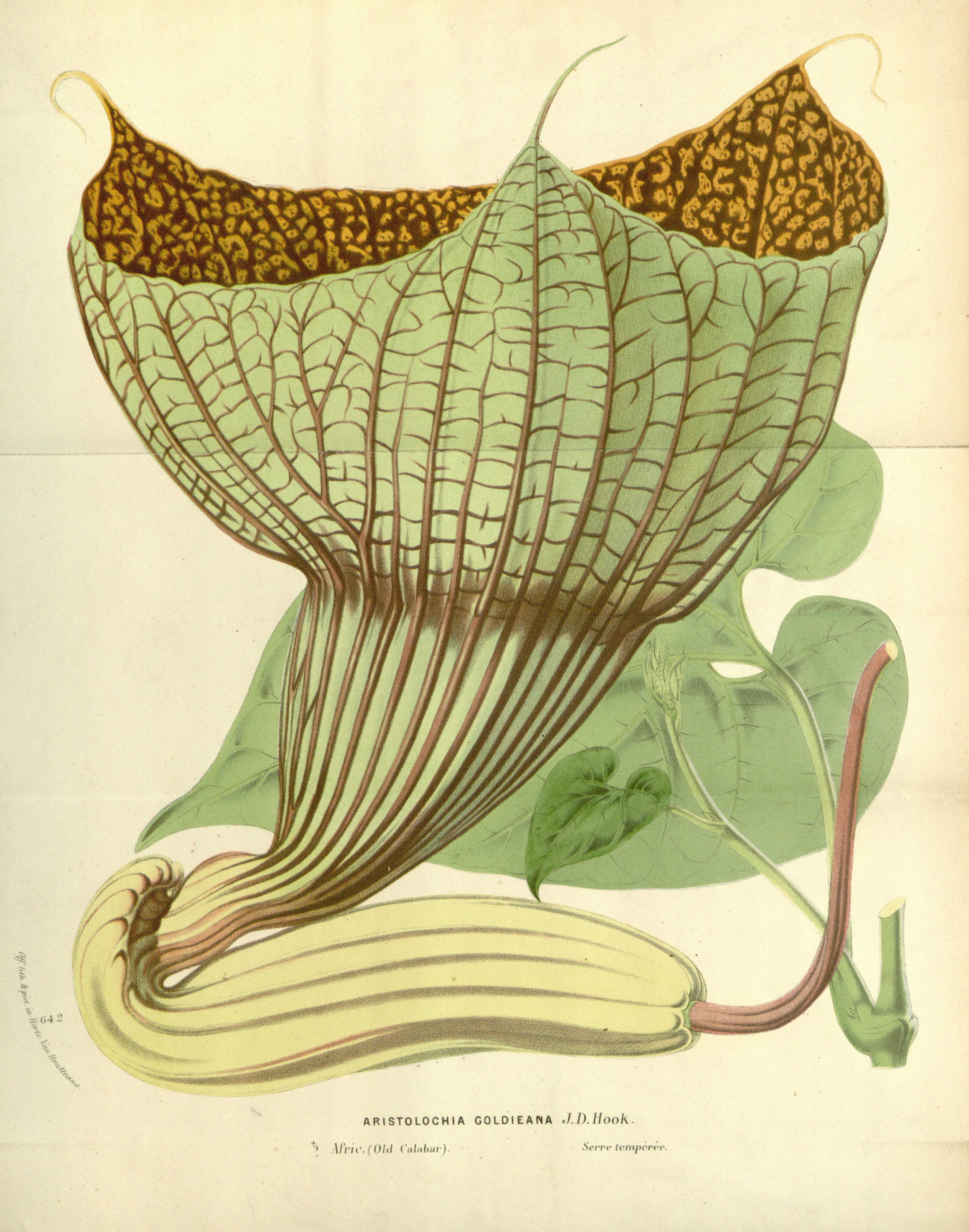
Aristolochia goldieana Hook.f.
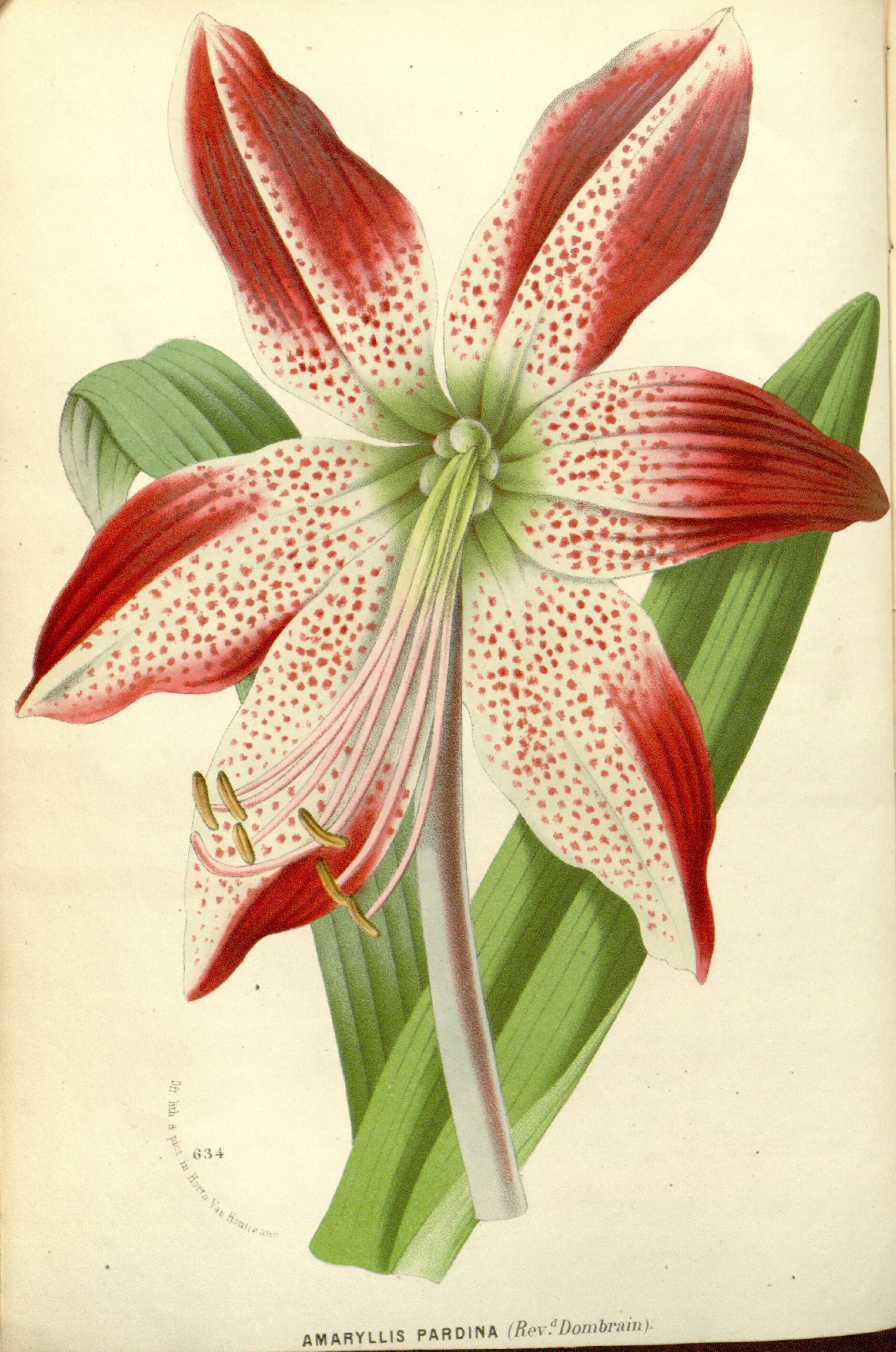
Amaryllis pardina Dombrain
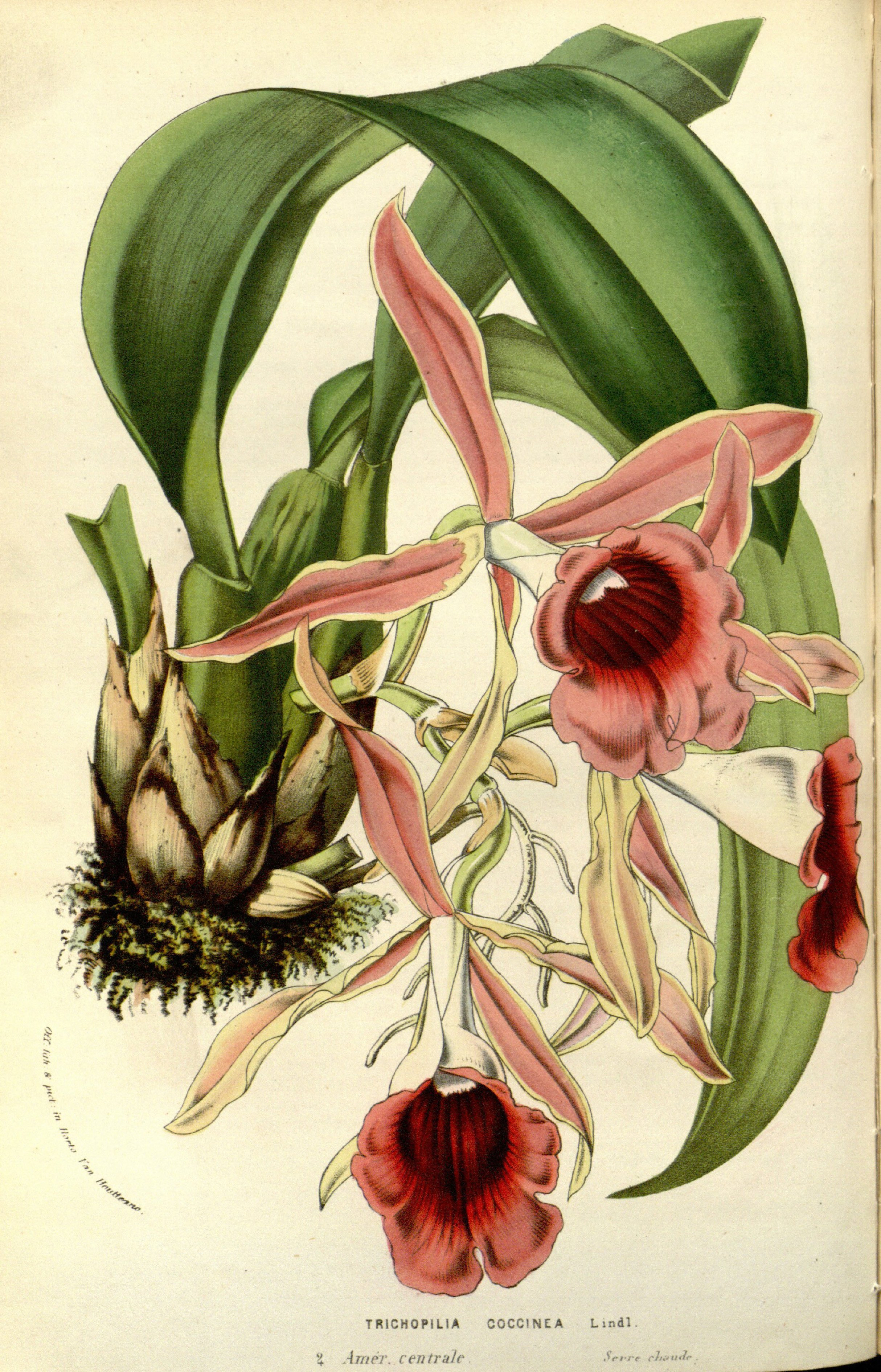
Trichopilia coccinea Lindl.
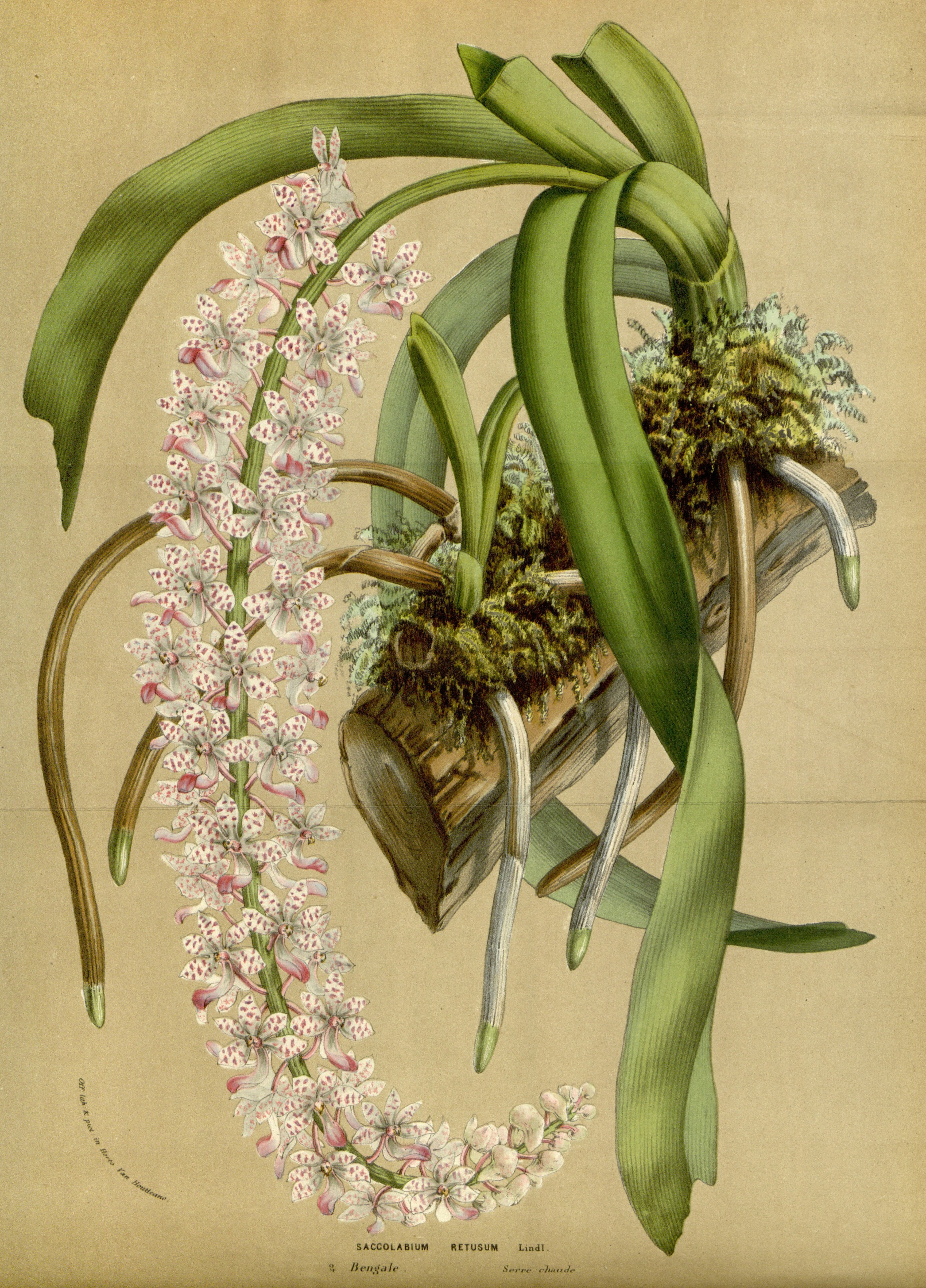
Saccolabium retusum Lindl.
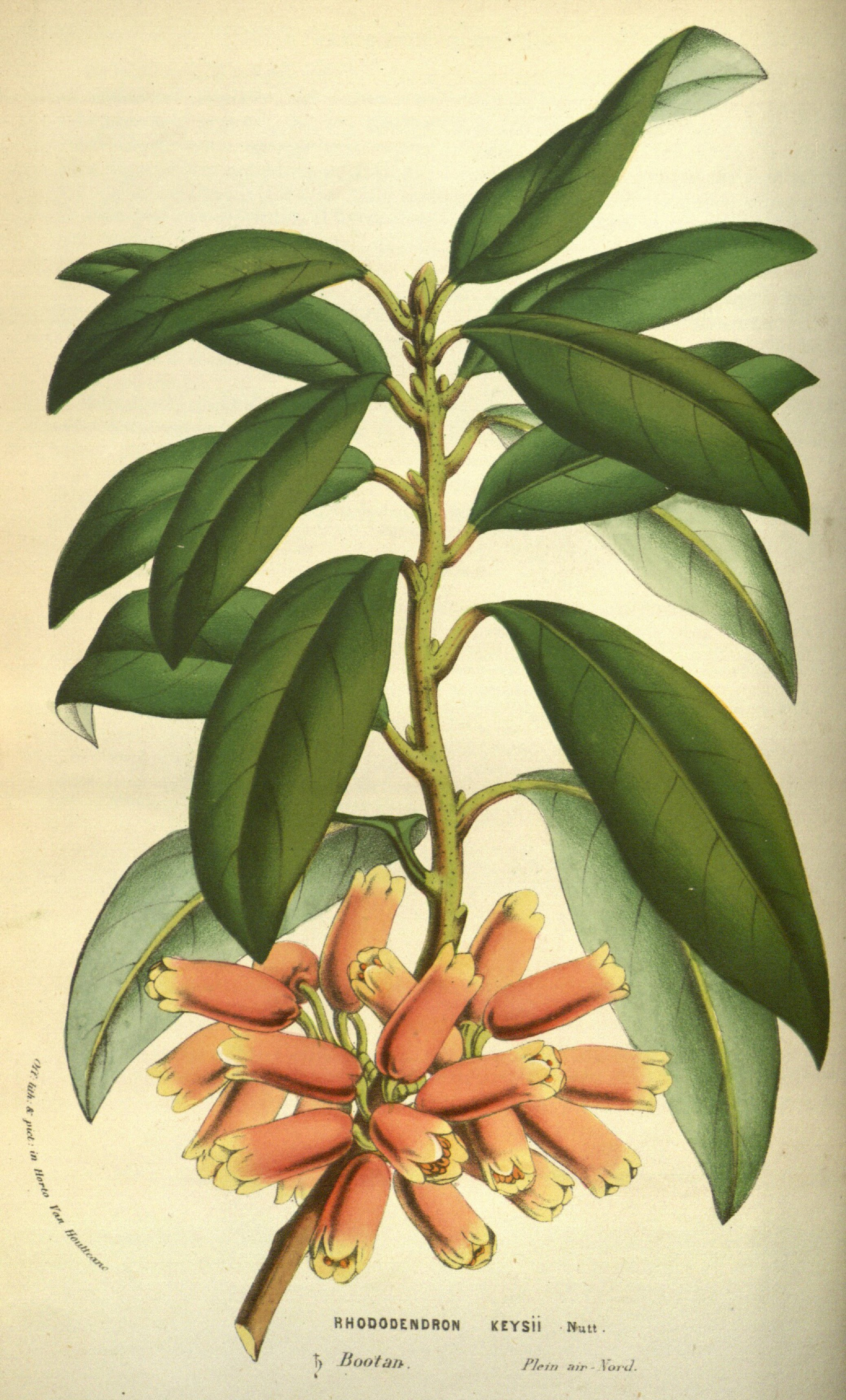
Rhododendron keysii Nutt.
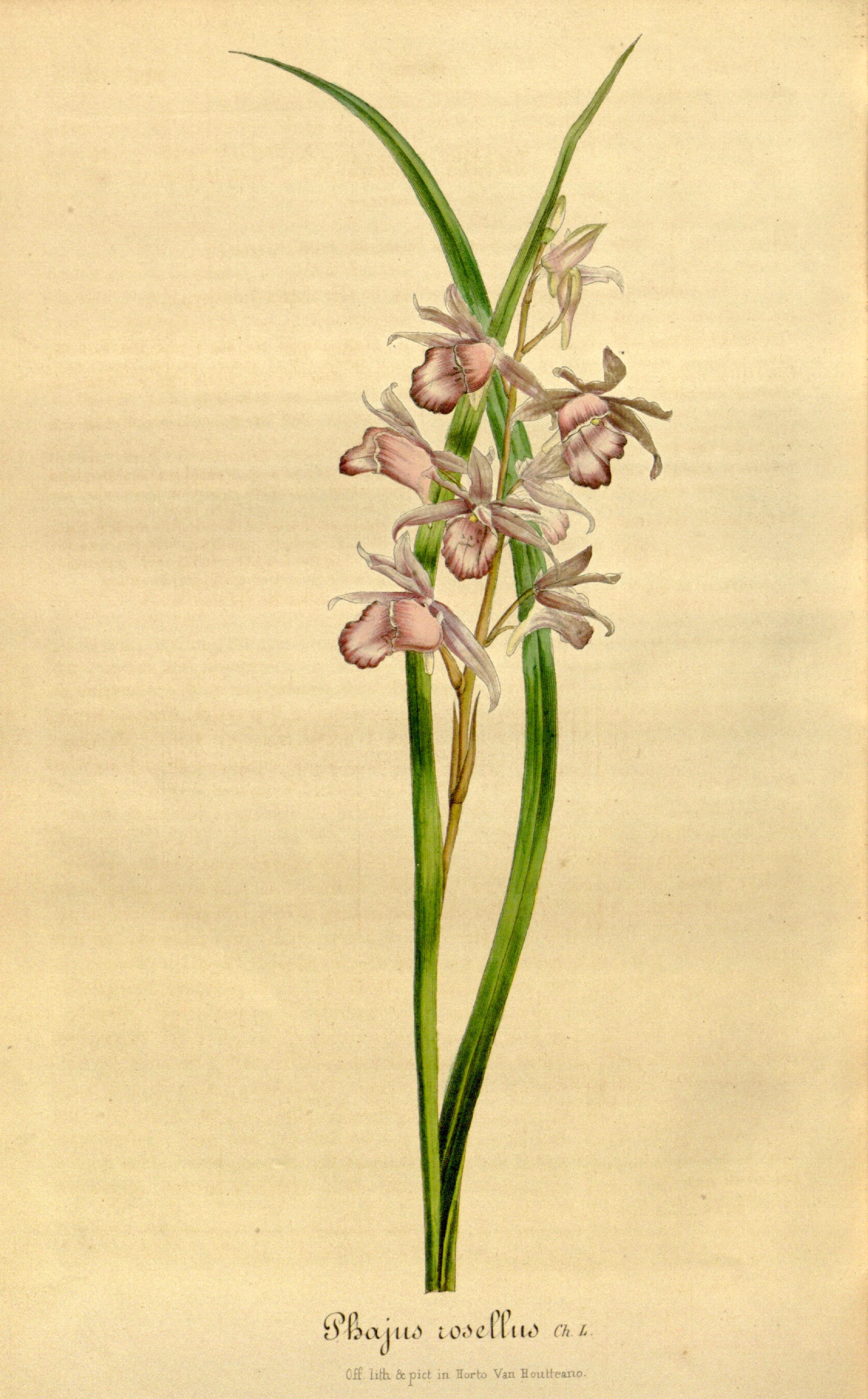
Phajus rosellus Lem.
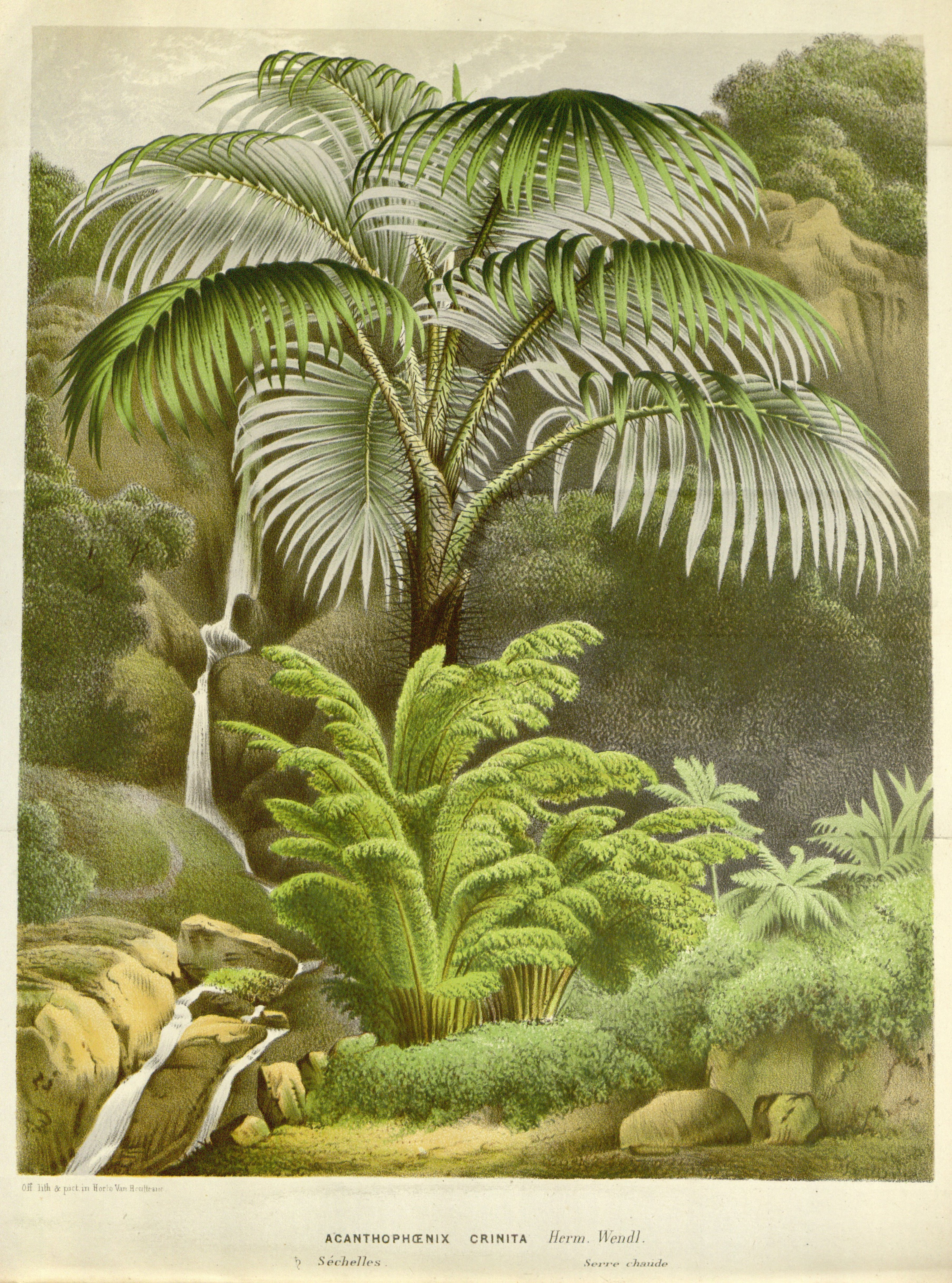
Acanthophoenix crinita H.Wendl.

## Distinctions

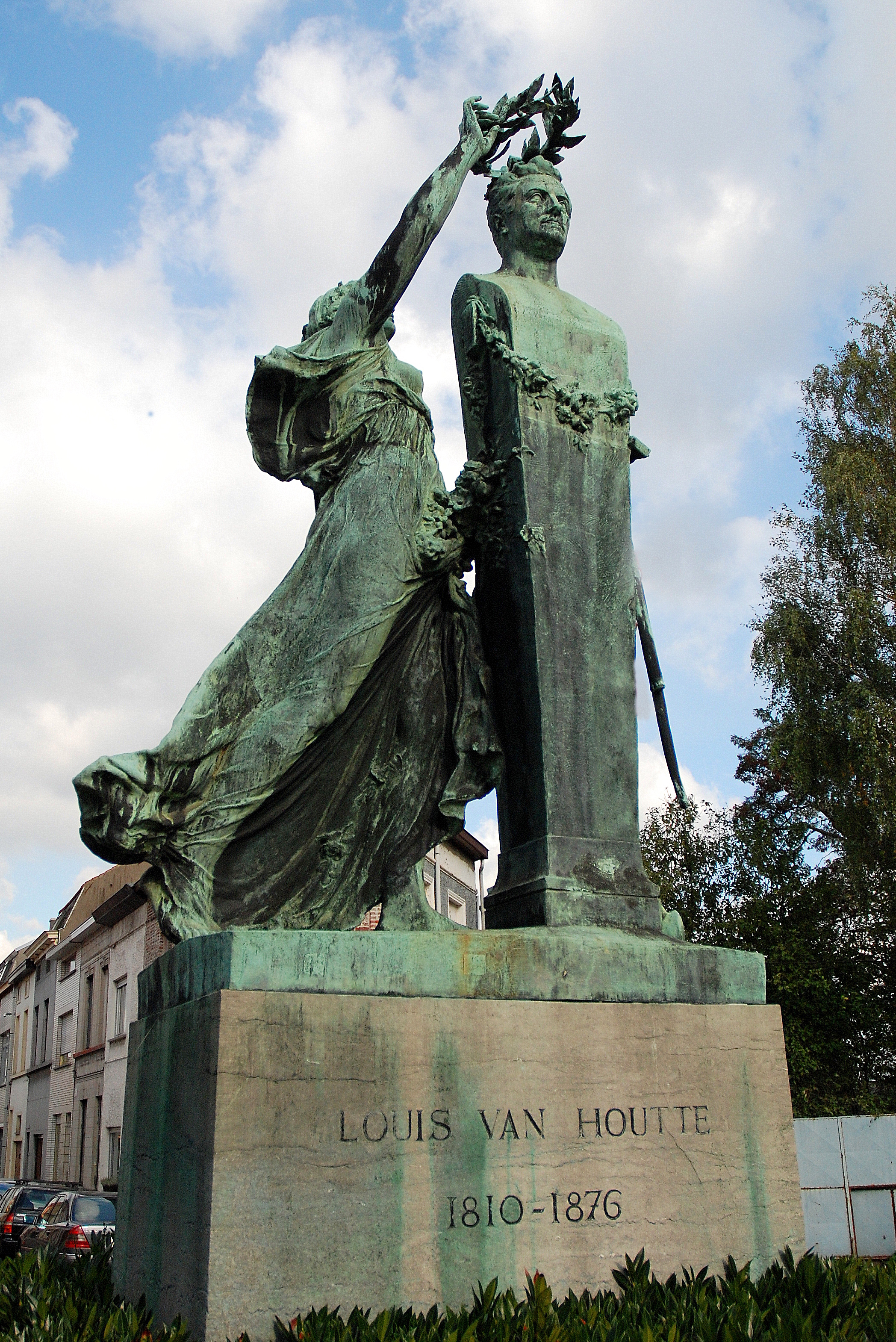
Buste de Louis Van Houtte à Gentbrugge (sculpteur: Paul De Vigne)

- Commandeur  de l'ordre de Charles III (Espagne)
- Chevalier de l'ordre de Léopold (Belgique)
- Chevalier de l'ordre de Sainte-Anne (Russie)
- Chevalier de l'ordre de la Rose (Empire du Brésil)[3]

## Hommages
Genre
- (Gesneriaceae) Houttea Decne. ex Heynh.[4],[5]

Espèces
- (Bromeliaceae) Quesnelia vanhouttei E.Morren[6]
- (Chrysobalanaceae) Acioa vanhouttei De Wild.[7]
- (Euphorbiaceae) Uapaca vanhouttei De Wild.[8]
- (Iridaceae) Hydrotaenia vanhouttei Baker[9]
- (Leguminosae) Platysepalum vanhouttei De Wild.[10]
- (Orchidaceae) Maxillaria houtteii Beer[11]
- (Rosaceae) Spiraea vanhouttei (Briot) Carrière[12]

Variétés et cultivars
- Salvia splendens 'Van Houttei'
- (Gesneriaceae) Gesneria bulbosa var. houttei (Dumort.) Klotzsch[13]
- Une rose rouge foncé 'Louis van Houtte' lui est dédiée par François Lacharme en 1869[14].